# Aleksandar Cvetković (cầu thủ bóng đá)
Aleksandar Cvetković (Kirin Serbia: Александар Цветковић; sinh ngày 4 tháng 6 năm 1995) là một hậu vệ bóng đá người Serbia thi đấu cho FC Wohlen.